# 전주시 완산구 (선거구)
전주시 완산구는 대한민국의 옛 국회의원 선거구이다. 당시 전라북도 전주시 완산구 지역을 관할했다.

## 역사
1989년 5월 1일에 전주시에 구제가 실시되면서 덕진구와 완산구가 설치되었다. 이에 따라 대한민국 제14대 국회의원 선거를 앞두고 전주시 갑 선거구와 전주시 을 선거구가 폐지되고 일반구의 경계를 따라 전주시 완산구 선거구와 전주시 덕진구 선거구가 설치되었다.
제17대 국회의원 선거를 앞두고 전주시 완산구 선거구가 갑, 을 선거구로 분리되면서 폐지되었다.

## 역대 국회의원
| 선거   | 정당 | 정당           | 의원   |
| ------ | ---- | -------------- | ------ |
| 1996년 |      | 민주당         | 장영달 |
| 1996년 |      | 새정치국민회의 | 장영달 |
| 2000년 |      | 새천년민주당   | 장영달 |

## 역대 선거 결과

### 대한민국 제14대 국회의원 선거
|  | 61.47% |

|  | 27.91% |

|  | 5.69% |

|  | 3.71% |

|  | 1.20% |

### 대한민국 제15대 국회의원 선거
|  | 74.90% |

|  | 11.51% |

|  | 11.32% |

|  | 2.24% |

### 대한민국 제16대 국회의원 선거
|  | 66.66% |

|  | 18.58% |

|  | 9.80% |

|  | 4.94% |